# Баумгартен, Зигмунд Якоб
Зигмунд Якоб Баумгартен (нем. Siegmund Jakob Baumgarten; 14 марта 1706, Вольмирштедт, курфюршество Саксония — 4 июля 1757, Галле) — немецкий протестантский богослов и историк XVIII века. Член Прусской академии наук.

## Биография
Родился в Берлине в семье Якова и Розины Баумгартен. Его отец был помощником богослова и педагога Франке. Его брат Александр Готлиб был известным немецким философом. Изучал философию и богословие в Университете Галле.
Первоначально сосредоточился, в основном, на изучении языков Ближнего и Среднего Востока под руководством Генриха Иммануила Фромана, посещал лекции по халдейским, сирийским, арабским и эфиопским языкам. С 1725 году работал в детском приюте, в следующем году — инспектором гимназии. В 1728 стал проповедником.
В 1730 был назначен экстраординарным, в 1743 — ординарным профессором богословия, позже — главой богословского факультета в Университете Галле. В 1748 году стал ректором университета в Галле.
Баумгартен, воспитанный на пиетизме, был последователем философской школы Христиана фон Вольфа (1679—1754), хотя сам остался на почве правоверного учения церкви и отводил философии в религии лишь самое скромное место, был предтечей философского рационализма, основание которому положил его ученик Иоганн Соломон Землер (1725—1791), после смерти учителя написавший его биографию (Галле, 1758).
Автор трудов о экзегетике, герменевтике, догматике и истории. Опубликовал немецкий перевод с английского языка первых шестнадцать томов Allgemeine Welthistorie (Всеобщей Всемирной истории), работа по которому, после его смерти, была продолжена учениками, в частности Иоганном Землером.
Из сочинений Баумгартен в своё время пользовались известностью:
- «Auszug der Kirchengeschichte» (3 т., Галле, 1743—46);
- «Primae lineae breviarii antiquitatum christianarum» (Галле, 1760).

Кроме того, он напечатал: «Nachrichten von einer hallischen Bibliothek» (8 т., Галле, 1748—51) и «Nachrichten von merkwürdigen Bücher» (12 т., Галле, 1752—57).